# Memorial Hornos de Lonquén
Memorial Hornos de Lonquén es un predio donde se ubicaban unos hornos de cal, que fueron utilizados para enterrar ilegalmente a un grupo de quince campesinos de la localidad de Isla de Maipo, que fueron ejecutados en octubre de 1973 por carabineros. Caso que se denominó Hornos de Lonquén, en el año 1978 la Vicaría de la Solidaridad denunció públicamente el hallazgo de los restos de los quince campesinos.

### Lugar de Memoria
El Monumento Histórico Sitio Hornos de Lonquén se ubica en los faldeos del cerro Lonquén, comuna de Talagante, Región Metropolitana. El Consejo de Monumentos Nacionales recibió la solicitud de declaración de monumento a petición de la Agrupación de Familiares de Detenidos Desaparecidos (AFDD) y Agrupación de Familiares de Ejecutados Políticos (AFEP), el 3 de noviembre de 1995. El fundamento para la declaratoria como Monumento Histórico del sitio fue que en ese lugar es donde fueron sepultados ilegalmente los restos de quince campesinos detenidas y desaparecidas el día 7 de octubre de 1973, por carabineros de la Tenencia de Isla de Maipo. Los cuerpos fueron hallados al interior de dos viejas chimeneas construidas en base a ladrillos. Estos hornos eran utilizados tradicionalmente para la preparación de cal. Los carabineros fusilaron a los campesinos, para luego ocultar sus cuerpos. En el año 1978, la Vicaría de la Solidaridad denunció el hallazgo de los cuerpos de los campesinos. La dictadura para eliminar los actos de memoria por los campesinos ordenó dinamitar los hornos en el año 1980. El sitio histórico donde se emplazaban los Hornos de Lonquén fue declarado Monumento Nacional, en la categoría de Monumento Histórico, el 19 de enero de 1996.

### Controversia por el sitio
El Consejo de Monumentos declaró el sitio de memoria, pero este recinto siguió perteneciendo a un privado. Las agrupaciones de derechos humanos exigieron al Estado que este asegure que este lugar sea un sitio de memoria. Sólo en el año 2005 y por iniciativa de familiares, así como también por la entonces Comisión Pro Memorial Lonquén, el Estado negoció con el particular la compra de 6 hectáreas del área donde se encuentra el sitio de memoria. Pero luego surgió un problema. No hay un acceso a sitio de memoria, desde la ruta local. Por lo que los familiares no podrían acceder al lugar declarado como monumento histórico. La antigua Comisión Pro Memorial fue reemplazada por la Corporación Memoria Lonquén tiene como objetivo materializar en conjunto con los familiares de las víctimas el diseño de un parque de derechos humanos Hornos de Lonquén. Como también lograr una servidumbre de paso efectiva entre el sitio de memoria con la ruta pública de acceso. Pero lamentablemente el lugar sigue siendo sin intervenir, el parque por los derechos humanos Hornos de Lonquén sigue siendo un proyecto que exigen los familiares a través de la Corporación Memoria Lonquén que se concretice la creación del parque. Por lo que se espera de parte del Estado, que responda a los familiares con la creación de este parque.